# جيسيكا وونغ
جيسيكا وونغ هي لاعبة هوكي الجليد كندية، ولدت في 29 مارس 1991 في سيدني ‏ في كندا.

## وصلات خارجية
- جيسيكا وونغ على موقع EliteProspects.com (الإنجليزية)
- جيسيكا وونغ على موقع Eurohockey.com (الإنجليزية)
- جيسيكا وونغ على موقع HockeyDB.com (الإنجليزية)
- جيسيكا وونغ على موقع اللجنة الأولمبية الدولية (الإنجليزية)
- جيسيكا وونغ على موقع أوليمبيديا (الإنجليزية)